# Cerkiew św. Mikołaja w Sewastopolu

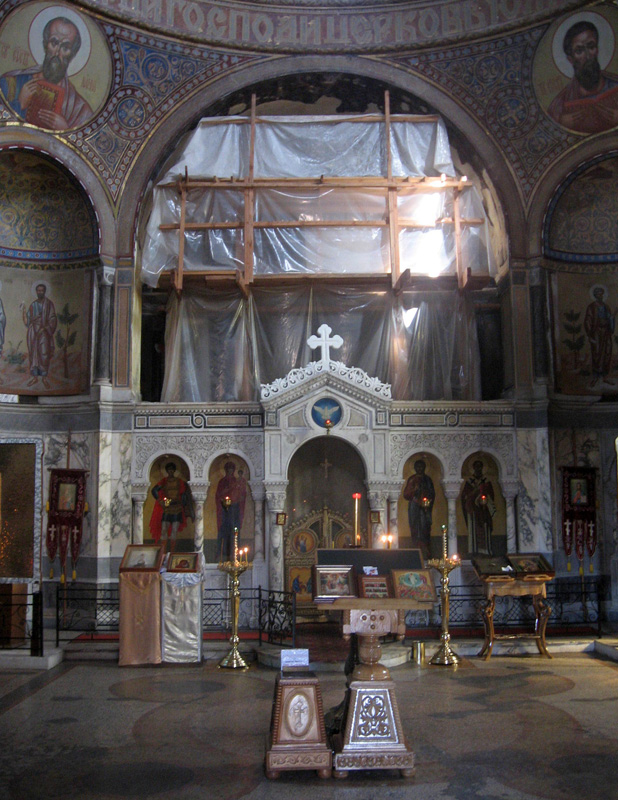
Ikonostas

Cerkiew św. Mikołaja – cmentarna cerkiew prawosławna w Sewastopolu.
Cerkiew św. Mikołaja została wzniesiona w 1870 ze składek wiernych z całej Rosji. Znajduje się na cmentarzu poległych w obronie Sewastopola w czasie wojny krymskiej. Budynek został zaprojektowany przez A. Awdiejewa, który za tę pracę otrzymał honorowy tytuł akademika w dziedzinie architektury.
Zgodnie z koncepcją architekta, piramidalny kształt cerkwi wyraża ideę wieczności. Konstrukcję wieńczył pierwotnie krzyż o wadze 16 ton. Na zewnętrznych ścianach świątyni umieszczono 56 tablic pamiątkowych z nazwami jednostek uczestniczących w obronie Sewastopola oraz liczbą poległych z każdej z nich. We wnętrzu budynku na 38 marmurowych tablicach znalazły się 943 nazwiska poległych w walkach oficerów. Do obiektu prowadziły drzwi wykonane z brązu, ściany cerkwi zdobiły freski w stylu neobizantyjskim autorstwa A. Korniejewa i A. Litowczenki. Uległy one szybkiemu zatarciu i zostały zastąpione wykonaną w Wenecji mozaiką.
W czasie oblężenia Sewastopola podczas II wojny światowej cerkiew została poważnie uszkodzona: górna część obiektu uległa całkowitemu zniszczeniu, krzyż spadł na ziemię, łamiąc się na kawałki.
Na początku XXI w. cerkiew była remontowana. Są w niej odprawiane nabożeństwa.